# Sofie Quast
Sofie Quast (* 12. Februar 1901 in Berlin; † 20. Februar 1983  ebd.) war eine deutsche  Wohlfahrtspflegerin und Leiterin des heutigen Deutschen Zentralinstituts für soziale Fragen.

## Leben und Wirken
Sofie Götze entstammte einer gutsituierten Kaufmannsfamilie. In ihrer Heimatstadt absolvierte sie das einzige staatliche Mädchengymnasium, das heutige Luisengymnasium, welches sie bereits 1917 wieder verließ. Anschließend arbeitete die junge Frau als Einkäuferin in einem Berliner Sauerstoffwerk. Von 1920 bis 1922 besuchte sie die von Alice Salomon gegründete Soziale Frauenschule. Hier war u. a. Siddy Wronsky ihre Lehrerin, durch die sie persönliche und berufliche Unterstützung erhielt. Neben ihrer Ausbildung war sie im Archiv für Wohlfahrtspflege tätig. Bereits ein Jahr später wurde ihr der Posten der stellvertretenden Geschäftsführerin übertragen:
Im Archiv war sie insbesondere verantwortlich für die praktische Erledigung verschiedener Arbeiten, wie der Leitung und Ausgestaltung der gutachterlichen Auskunftstätigkeit auf Grund des Sammlungsgesetzes, für die Betriebswohlfahrtspflege, indem sie Veranstaltungen und Seminare für diesen Bereich organisierte, für die Verwaltung des Archivs einschließlich der Kassenführung sowie der Herstellung einer monatlichen Zeitschriftenbibliografie, die in der vom Archiv herausgegebenen Fachzeitschrift 'DeutscheZeitschrift für Wohlfahrtspflege' abgedruckt wurde.
Auf Anregung von Alice Salomon und Siddy Wronsky holte sie das Abitur nach und studierte Volkswirtschaft an der Friedrich-Wilhelms-Universität zu Berlin. Dort erwarb sie 1931 das Diplom als Volkswirt und promovierte ein Jahr später mit cum laude zum Dr. rer. pol. mit dem Thema Grundlagen und Voraussetzungen der heutigen Wohlfahrtspflege. In ihrer wissenschaftlichen Arbeit forderte Götze u. a. die Akademisierung der Sozialarbeiterausbildung, sich dabei berufend auf Erfahrungen in den USA:
Die Forderung... geht darauf hinaus, generell den sozialen dem akademischen Beruf anzugleichen, eine Forderung, gegen die sich deutsche Kreise teilweise durchaus ablehnend verhalten. Die amerikanische Auffassung vertritt im Gegensatz zu Meinungen in Deutschland die Idee, daß jeder Sozialarbeiter befähigt werden müsse, nicht nur im Einzelfall eine Hilfe zu leisten, sondern darüber hinaus aus der Summe seiner Erfahrungen sinnvole Vorschläge für Gestaltung und Organisation der Arbeit zu machen, Mängel selbst aufzuspüren, ihre Beseitigung zu betreiben, kurz primär Störungen der Wirtschafts- und des sozialen Ablaufs zu erkennen und an ihrer Beseitigung mitzuwirken.
Nach der Emigration der Archivleiterin, Siddy Wronsky, 1933 nach Palästina übernahm Sofie Quast die Verantwortung für das Archiv. Diese musste sie 1936, inzwischen verheiratet, aus politischen Gründen abgeben, blieb aber weiterhin technische Leiterin. Von 1927 bis 1934 war sie Hauptschriftleiterin für das Berliner Wohlfahrtsblatt. Ferner unterrichtete sie als nebenamtliche Dozentin an der Sozialen Frauenschule des Katholischen Deutschen Frauenbundes  sowie an der Sozialen Frauenschule der Inneren Mission.
Nach dem Zusammenbruch der Nazi-Diktatur baute Sofie Quast das Archiv für Wohlfahrtspflege wieder auf und unterrichtete an der Schwesternhochschule der Diakonie. Von 1963 bis 1973 war sie Mitglied des Hauptausschusses des Deutschen Vereins und von 1953 bis 1955 Mitglied im Sozialpolitischen Ausschuss des Deutschen Frauenrings. Ende des Jahres 1972 zog sich Sofie Quast, nicht ganz freiwillig, aus dem aktiven Berufsleben zurück. Weiterhin engagierte sie sich für die Hilda-Heinemann-Stiftung und übernahm 1977 den Vorsitz des Vereins Wohnstättenwerkstatt für geistig Behinderte und seelisch Erkrankte e. V.
Sofie Quast war rege publizistisch tätig, vor allem für die Zeitschriften Deutsche Zeitschrift für Wohlfahrtspflege und nach 1949 für Soziale Arbeit.

## Werke
- Grundlagen und Voraussetzungen der heutigen Wohlfahrtspflege, Berlin 1932
- Das Archiv für Wohlfahrtspflege im Jahr 1933, in: Deutsche Zeitschrift für Wohlfahrtspflege 6/1934, S. 215–217
- 75 Jahre Soziale Arbeit in Deutschland – gesehen im Spiegel des Deutschen Zentralinstituts für soziale Fragen, Berlin 1968 (Selbstverlag)
- https://www.meta-katalog.eu/Search/Results?lookfor=G%C3%B6tze%2C+Sofie&type=AllFields

## Ehrungen
- 1962: Ehrenurkunde des Senats von Berlin für ihre 40-jährige Tätigkeit
- 1969: Bundesverdienstkreuz am Bande
- 1980: Goldene Ehrenplakette des Deutschen Paritätischen Wohlfahrtsverbandes

## Archive
- Ida-Seele-Archiv
- Deutsches Zentralinstitut für soziale Fragen